# (2510) Shandong
(2510) Shandong est un astéroïde de la ceinture principale.

## Description
(2510) Shandong est un astéroïde de la ceinture principale. Il fut découvert le 10 octobre 1979 à Nanking par l'observatoire de la Montagne Pourpre. Il présente une orbite caractérisée par un demi-grand axe de 2,25 UA, une excentricité de 0,20 et une inclinaison de 5,3° par rapport à l'écliptique.
Il fut nommé en honneur de la province chinoise de Shandong.

## Compléments